# Receptor de calcitonina
El receptor de calcitonina (CTR en inglés) es un receptor acoplado a proteínas G al que se une la hormona peptídica calcitonina y participa en el mantenimiento de la homeostasis del calcio, particularmente con respecto a la formación ósea y el metabolismo.
La CT funciona activando las proteínas G Gs y Gq que a menudo se encuentran en los osteoclastos, en las células del riñón y en las células de varias regiones del cerebro. También puede afectar los ovarios en las mujeres y los testículos en los hombres.
La función de la proteína del receptor CT se modifica a través de su interacción con las proteínas modificadoras de la actividad del receptor(RAMPs), formando los receptores de amilina multimérica AMY1 (CT + RAMP1), AMY2 (CT + RAMP2), y AMY3 (CT + RAMP3).

## Interacciones
Se ha demostrado que el receptor de calcitonina interactúa con la apolipoproteína B y LRP1.